# HSL 3
A HSL 3 egy kétvágányú, 25 kV 50 Hz-cel villamosított, nagysebességű vasútvonal Belgiumban. A vasút 56 km hosszú, melyből 42 km dedikált nagysebességű pálya. 2007 októberében adták át, de a forgalom csak 2009. június 14-én indult meg rajta. ETCS level 2 biztosítóberendezés van rajta. A másik két vonallal (HSL 1 és HSL 2) szemben ezen a szakaszon csak nemzetközi nagysebességű vonatok (ICE és Thalys) közlekednek. Liège–Köln között a menetidő a vonal átadása után a korábbi 1 óra 23 percről 1 óra 1 percre csökkent.

## A vonal
A vonal kezdete Liège-Guillemins vasútállomása, ahonnan egy hagyományos, 160 km sebességre alkalmas, felújított hagyományos vonal halad Chênée-ig. Onnan a továbbiakban már nagysebességű a vonal. A vasút keresztezi a Vesdre folyót, majd keresztülhalad a 6,5 km hosszú alagúton Vaux-sous-Chèvremont és Soumagne között. Ez a leghosszabb kétvágányos alagút Belgiumban. Itt 200 km/h-s sebességkorlátozás van érvényben. Majd keresztezi az E40-es autópályát. Itt a maximális sebesség 260 km/h. Walhorn falu után újra felújított hagyományos pálya következik. Itt 160 km/h-ra lassulnak a vonatok, áthalad a Hammerbrücke viadukton, melyet szintén felújítottak és 2 km múlva keresztezi a belga-német határt.Németországban Aachenig továbbra is hagyományos pálya van, de a vonatok az eddigi baloldal helyett áttérnek a jobb oldalra.